# レクイエム (ポガニー)
レクイエム（波: Requiem "Smoleńsk In Memoriam"）は、ポーランドの作曲家ヤン・ポガニーによるレクイエムである。ポーランド空軍Tu-154墜落事故で死亡したポーランド大統領のレフ・カチンスキ夫妻をはじめ、同国の政府と軍の要人を含む乗員乗客96名を追悼する目的の為に、作曲された。

## 作曲の経緯
2010年4月10日、「カティンの森事件70周年追悼式典」に出席するポーランド共和国政府訪問団を乗せたポーランド空軍Tu-154がスモレンスク北飛行場への着陸進入中に墜落、ポーランド大統領のレフ・カチンスキ夫妻をはじめ、同国の政府と軍の要人を含む乗員乗客96名全員が死亡するという大事故となり、ポーランド国内外に大きなショックを与えた。その追悼の意とカティンの森事件の背景も考慮し作曲されたこの作品ではあるが、悲しみを乗り越え、そこから学び、希望をもって生きようという、残された人々へのメッセージも込められている。

## 楽器編成
- 独唱：ソプラノ（又はメゾソプラノ）、テノール
- 合唱：混声四部合唱
- 管弦楽：フルート2、オーボエ2、クラリネット2、ファゴット2、ホルン2、トランペット2、トロンボーン3、ティンパニ、シンバル、トライアングル、弦五部。

## 初演
初演は墜落事故の一周忌直前の2011年4月8日にポーランド・ヴロツワフ放送局大ホールに行われた。指揮を務めた佐伯康則率いる日本(広島・大阪）からの合唱団も参加し、現地の演奏者と共演した。翌日はヴロツワフ郊外ブジェク市の大聖堂にて追悼ミサが挙行され、その式典にて作曲家本人による指揮で演奏された。当時、予期せぬ東日本大震災のショックで全世界が動揺する中の初演となり、演奏会では作曲家本人より聴衆へ、このレクイエムがポーランド前大統領追悼のみならず、東日本大震災被災者に捧げられる事が伝えられた。ポーランドのTV局Telewizja Trwamにより収録された演奏は現在もなおポーランド国内および北米にて再放送されている。
- 初演：2011年4月8日
- 会場：ヴロツワフ放送局大ホール
- 指揮：佐伯康則
- ソプラノ：アハメド緑
- テノール：レオ・ガルダ
- 合唱：日ポ交友合唱団（広島・大阪より参加の合唱団と現地ヴロツワフ医科大学合唱団との合同演奏）
- 合唱指導：税所美智子、アニエシュカ・フランクウ・ジェラズニー
- 管弦楽：カメラータ・ヴロツワフ（英語版）

## 作品の概要
テキストはレクイエムを参照。第2、9、16曲は ポーランド出身の詩人、マグダレーナ・ガウアーの作品を挿入している。自筆譜には、以下のような、作曲家自らの献呈の言葉が添えられている。
私のレクイエムは、希望に満たされ、 決して悲しみに泣き果てるものではない。 人はいつしか時の鍵によって封じられその生涯を終える。 しかしそれは、永久への前奏だということ でもあるのだ—ヤン・ポガニー

### イントロイトゥス（入祭唱）
第1曲 Requiem aeternam dona eis（主よ、永遠の安息を彼らに与え）
合唱・テノール独唱
第2曲 In ora nati（我々はさざなむ浜辺で生まれ）
合唱

### セクエンツィア（続唱）
第3曲 Dies irae, dies illa（怒りの日）
合唱
第4曲 Tuba mirum spargens sonum（奇しきラッパの響き）
ソプラノ独唱
第5曲 Liber scriptus proferetur（書き記されし書物は）
ソプラノ独唱
第6曲 Quid sum miser tunc dicturus（その時哀れな私は）
合唱
第7曲 Rex tremendae majestatis（御稜威の大王）
テノール独唱
第8曲 Ingemisco tanquam reus（我は嘆く）
ソプラノ独唱
第9曲 In ora piangimus（海辺で我々の生命の地図を）
テノール独唱
第10曲 Confutatis maledictis（呪われた者たちが退けられ）
合唱
第10曲 a
チェロ独奏
第11曲 Lacrimosa（涙の日）
テノール独唱

### オッフェルトリウム（奉献文）
第12曲 Domine Jesu Christe（主イエス）
合唱

### サンクトゥス（聖なるかな）
第13曲 Sanctus（聖なるかな）
ソプラノ・テノール重唱

### ピエ・イェズ
第14曲 Pie Jesu（ピエ・イェズ）
合唱

### アニュス・デイ（神の小羊）
第15曲 Agnus Dei（神の小羊）
ソプラノ独唱
第16曲 Per ventis agitantia vexilla（風の吐息に旗は揺れ）
合唱

### アヴェ・マリア
第17曲 Ave Maria（アヴェ・マリア）
テノール独唱

### コムニオ（聖体拝領唱）
第18曲 Lux aeterna luceat eis, Domine（絶えざる光を）
合唱